# 1939-es cannes-i filmfesztivál
Az első Cannes-i Nemzetközi Filmfesztivált 1939. szeptember 1. és 20. között tervezték megrendezni, azonban a megnyitás napján kitört második világháború miatt azonnal berekesztették és elnapolták. A valódi első cannes-i filmfesztiválra végül is 1946. szeptember 20. és október 5. között került sor.

## Története
A fesztivál ötlete valójában 1938-ban, a Velencei Nemzetközi Filmfesztiválon született meg, mivel a náci Németország és a fasiszta Olaszország nyomást gyakorolt a nemzetközi zsűrire, hogy olasz és német propagandafilmeket hozzanak ki győztesnek. Válaszul az amerikai, brit és francia zsűritagok kivonultak a rendezvényről. A francia zsűritag, Philippe Erlanger történész, diplomata, a francia kultúrát külföldön népszerűsítő AFAA (Association française d'action artistique) igazgatója a rendezvényről hazatartva gondolt először egy új – „kényszer és kompromisszumok nélküli” – nemzetközi filmes seregszemle megszervezésére. Elhatározását csak erősítette, hogy egy évvel korábban már megakadályozták, hogy Jean Renoir filmje – az egyes kritikusok szerint a 20. század 10 legjobb filmje között számon tartott, a brüsszeli tizenkettő egyike – A nagy ábránd kapja a fesztivál nagydíját.
Mivel az események ilyetén alakulása a franciákból egyöntetű felháborodást és sértődést váltott ki, a „szabad világ” ellenfesztiváljának ötletét felkarolta Jean Zay, akkori francia közoktatási és szépművészetügyi miniszter. Előbb Belgiumot, majd Svájcot akarták rávenni a rendezésre, azonban azok – noha a rendezvény ötletét támogatták – elálltak annak megtartásától. A franciák viszont vállalták a fesztivál megszervezését.
A kezdetekben Cannes-i Mozgókép-kiállítás (Exposition Cinématographique Cannoise) néven jegyzett, majd nem sokkal a megnyitó előtt Nemzetközi Filmfesztiválra (Festival International du Film) keresztelt filmes esemény helyszínéül nagy turisztikai vonzerővel rendelkező városok jelentkeztek: Vichy, Cannes, Biarritz, sőt Algír is. A végül versenyben maradt két – kellőképpen arisztokratikus – üdülőváros, Biarritz (Aquitania) és Cannes (Côte-d'Azur) közül hosszas hezitálás után választották az utóbbit, mivel a város felajánlotta, hogy a rendezés és a meghívottak elhelyezésével kapcsolatos költségek egy részének fedezetén felül, külön palotát biztosít a rendezvénynek. A város vezetése 1939 augusztusában kiegészítő forrásokat szavazott meg a Casino építésének gyors befejezéséhez, melynek 1200 főt befogadó nagytermét szánták a vetítésekre. A fesztivál szervezését Georges Huisman történész, szépművészetügyi főbiztos végezte.
Annak érdekében, hogy az ellenrendezvény okán ne feszítsék túl a húrt a németekkel és az olaszokkal, a szervezők elsősorban az új rendezvénynek a Mostrától való abszolút különbözőségét, illetve eredetiségét emelték ki; ez abban állt, hogy minden nevező ország maga választhatta ki a versenyfilmeket, képviseltethette magát a zsűriben, s egy filmje megkaphatta a Nagydíjat, amelynek odaítélése részrehajlás nélkül, objektívan, tisztán művészi szempontok érvényesítésével történik. Az előzetes egyeztetések után végül nyolc állam nevezett filmet a fesztiválra (Belgium, Csehszlovákia, Franciaország, Hollandia, Nagy-Britannia, Svédország, Szovjetunió és USA), számos ország – köztük hazánk – elhárította a részvételt, arra hivatkozva, hogy kevés filmet gyártanak, illetve, hogy hivatalos szakmai szervezet híján nem indulhatnak nemzetközi versenyeken
A sikert biztosítása érdekében Hollywood is megmozdult, elsősorban a Metro-Goldwyn-Mayer stúdió. Augusztustól már özönlöttek a sztárok Cannes-ba. Egy hajó is kikötött a tengeren túlról: fedélzetén ott volt Gary Cooper, Mae West, Norma Shearer, Tyrone Power, George Raft, Douglas Fairbanks… Ugyancsak odavárták Charles Boyer-t, Annabellát, valamint a film feltalálóját, Louis Lumière-t, aki elvállalta a zsűri elnöki tisztet.
A filmes esemény szeptember 1-jén kezdődött. A nyitófilm William Dieterle A Notre Dame-i toronyőr című filmje volt Charles Laughton-nal a főszerepben. Ez alkalomból a párizsi székesegyház óriás másolatát is felépítették a tengerparton. Végül ez lett az egyetlen film, amelyet bemutattak, mert közben érkezett a hír: Németország megtámadta Lengyelországot. Kitört a második világháború…
Az első cannes-i fesztivált azonnal berekesztették. A szervezők előbb arra gondoltak, hogy a hivatalos megnyitót elnapolják szeptember 10-ére, majd 1940 februárjára, „ha a helyzet nem súlyosbodik”, de végül csak 1946-ban rendezték meg újra.

## Tervezett versenyfilmek
- Bachelor mother (Kismama)[4] – rendező: Garson Kanin  Amerikai Egyesült Államok
- Boefje – rendező: Detlef Sierck[5]  Hollandia
- Each Dawn I Die (Minden hajnalban meghalok) – rendező: William Keighley  Amerikai Egyesült Államok
- Golden Boy – rendező: Rouben Mamoulian  Amerikai Egyesült Államok
- Goodbye Mr Chips (Isten vele, tanár úr!) – rendező: Sam Wood  Egyesült Királyság
- Jeszli zavtra vojna / Если завтра война... – rendező: Jefim Dzigan  Szovjetunió
- L’Enfer des anges – rendező: Christian-Jaque  Franciaország
- L’Homme du Niger (Fekete ember) – rendező: Jacques de Baroncelli  Franciaország
- La charrette fantôme (A halál kocsisa) – rendező: Julien Duvivier  Franciaország
- La France est un empire – rendező: Jean d'Agraives és Emmanuel Bourcier  Franciaország
- Bílá nemoc (A fehér kór) – rendező: Hugo Haas  Csehszlovákia
- La loi du nord (Észak törvénye) – rendező: Jacques Feyder  Franciaország
- Lenin v 1918 godu / Ленин в 1918 году (Lenin 1918-ban) – rendező: Mihail Romm  Szovjetunió
- Magie africaine (Kongo, a fekete extázis) – rendező: Armand Denis  Belgium
- Na granice / На границе (Mandzsu bestiák) – rendező: Alekszandr Ivanov  Szovjetunió
- Only Angels Have Wings (Csak az angyaloknak van szárnyuk) – rendező: Howard Hawks  Amerikai Egyesült Államok
- Stanley and Livingstone (Stanley, a riportkirály) – rendező: Henry King  Amerikai Egyesült Államok
- The Four Feathers (Négy toll) – rendező: Korda Zoltán  Egyesült Királyság
- The Hunchback of Notre Dame (A Notre Dame-i toronyőr) – rendező: William Dieterle  Amerikai Egyesült Államok
- The Wizard of Oz (Óz, a csodák csodája) – rendező: Victor Fleming, Richard Thorpe, King Vidor  Amerikai Egyesült Államok
- They Shall Have Music – rendező: Archie Mayo  Amerikai Egyesült Államok
- Three Smart Girls Grow Up – rendező: Henry Koster  Amerikai Egyesült Államok
- Traktoristi (Boldog ifjúság) – rendező: Ivan Pirjev  Szovjetunió
- Union Pacific (Acélkaraván) – rendező: Cecil B. DeMille  Amerikai Egyesült Államok
- Vadertje Langbeen – rendező: Frederic Zelnik  Hollandia
- Vi två (Mi ketten) – rendező: Schamyl Bauman  Svédország

## „Kései kárpótlás”
2002-ben, az 55. fesztivál idején, a versenyprogrammal párhuzamosan a fenti filmek közül levetítettek hetet, hogy utólagosan részleges kárpótlásban részesítsék a filmeket és alkotóikat. Az „1939-es szakmai zsűri” 2002. május 19-én egyhangú szavazással Cecil B. DeMille Acélkaraván című filmjének ítélte oda a nagydíjat, melynek főszerepét Barbara Stanwyck és Joel McCrea alakította, s melyben egy pisztolygolyóval idejekorán elhullatott fiatal mellékszereplő is játszott: Anthony Quinn. A 63 év késéssel érkezett „kárpótlás” kihirdetésekor az elnök elmondta: a zsűri „ragaszkodik ahhoz, hogy igazságot szolgáltasson két fiatal reménységnek, akiknek forró és biztató jókívánságait fejezi ki, és megkockáztatja, hogy nagy karriert ígérjen nekik”. E két személy nem más, mint Judy Garland (Óz, a csodák csodája) és Michèle Morgan (Észak törvénye)…

### „1939-es szakmai zsűri”
- Jean d’Ormesson, író, elnök –  Franciaország
- Dieter Kosslick, a Berlini Nemzetközi Filmfesztivál igazgatója –  Németország
- Férid Boughedir, filmrendező –  Tunézia
- Alberto Barbera, a Velencei Nemzetközi Filmfesztivál igazgatója –  Olaszország
- Lia van Leer, a Jeruzsálemi Filmfesztivál igazgatója –  Izrael
- Raymond Chirat, filmtörténész –  Franciaország

### 2002-ben újra vetített filmek
- Boefje – rendező: Detlef Sierck[5]
- Goodbye Mr Chips (Isten vele, tanár úr!) – rendező: Sam Wood
- La loi du nord (Észak törvénye) – rendező: Jacques Feyder
- Lenin v 1918 godu / Ленин в 1918 году (Lenin 1918-ban) – rendező: Mihail Romm
- The Four Feathers (Négy toll)[4] – rendező: Korda Zoltán
- Union Pacific (Acélkaraván) – rendező: Cecil B. DeMille
- The Wizard of Oz (Óz, a csodák csodája) – rendező: Victor Fleming, Richard Thorpe, King Vidor

### Nagydíj
- Union Pacific (Acélkaraván)[4] – rendező: Cecil B. DeMille